# Warren Archibald
Warren Archibald (Point Fortin, 1º agosto 1948) è un ex calciatore trinidadiano.

## Carriera

### Club
Archibald in patria giocò con i Point Fortin Civic, ed ebbe esperienze anche in Messico con il San Luis ed a Haiti con il Victory: spese però la maggior parte della sua carriera agonistica negli Stati Uniti d'America per giocare nei New York Generals, militante nella NPSL I, con cui ottiene il terzo posto delle Eastern Division.
La stagione seguente partecipa, sempre con i Generals, alla prima edizione della NASL, ottenendo il terzo posto della Atlantic Division.
Nel 1969 passa ai Washington Darts, che militano nella American Soccer League, che in quell'anno se la aggiudicano. La stagione seguente i Darts passano nella NASL, raggiungendone la finale, persa contro i Rochester Lancers. Archibald giocò entrambe le partite di finale titolare.
Durante la militanza di Archibald i Darts vengono trasferiti a Miami, assumendo la nuova identità di Miami Gatos e poi di Miami Toros. Ottiene il titolo di miglior giocatore nella stagione 1973, oltre a ottenere il titolo di capocannoniere a pari merito con Ilija Mitić dei Dallas Tornado. Con i Toros Archibald raggiungerà un'altra finale nel 1974, persa ai rigori contro i Los Angeles Aztecs: partito da titolare, venne sostituito nel corso della gara dall'anglo-keniota Roger Verdi.
Nel corso della stagione 1976 passa ai Rochester Lancers con cui raggiunge il turno di spareggio per l'assegnazione del titolo.

### Nazionale
Archibald vestì la maglia della nazionale di calcio di Trinidad e Tobago in quindici occasioni, segnando otto reti.

## Statistiche

### Cronologia presenze e reti in Nazionale
| Cronologia completa delle presenze e delle reti in nazionale ― Trinidad e Tobago | Cronologia completa delle presenze e delle reti in nazionale ― Trinidad e Tobago | Cronologia completa delle presenze e delle reti in nazionale ― Trinidad e Tobago | Cronologia completa delle presenze e delle reti in nazionale ― Trinidad e Tobago | Cronologia completa delle presenze e delle reti in nazionale ― Trinidad e Tobago | Cronologia completa delle presenze e delle reti in nazionale ― Trinidad e Tobago | Cronologia completa delle presenze e delle reti in nazionale ― Trinidad e Tobago | Cronologia completa delle presenze e delle reti in nazionale ― Trinidad e Tobago |
| Data                                                                             | Città                                                                            | In casa                                                                          | Risultato                                                                        | Ospiti                                                                           | Competizione                                                                     | Reti                                                                             | Note                                                                             |
| -------------------------------------------------------------------------------- | -------------------------------------------------------------------------------- | -------------------------------------------------------------------------------- | -------------------------------------------------------------------------------- | -------------------------------------------------------------------------------- | -------------------------------------------------------------------------------- | -------------------------------------------------------------------------------- | -------------------------------------------------------------------------------- |
| 13-1-1967                                                                        | Kingston                                                                         | Trinidad e Tobago                                                                | 2 – 1                                                                            | Antille Olandesi                                                                 | Qual. Campionato CONCACAF 1967                                                   | 1                                                                                |                                                                                  |
| 16-1-1967                                                                        | Kingston                                                                         | Trinidad e Tobago                                                                | 2 – 4                                                                            | Haiti                                                                            | Qual. Campionato CONCACAF 1967                                                   | 1                                                                                |                                                                                  |
| 20-1-1967                                                                        | Kingston                                                                         | Trinidad e Tobago                                                                | 2 – 1                                                                            | Cuba                                                                             | Qual. Campionato CONCACAF 1967                                                   | 1                                                                                |                                                                                  |
| 17-11-1968                                                                       | Città del Guatemala                                                              | Guatemala                                                                        | 4 – 0                                                                            | Trinidad e Tobago                                                                | Qual. Mondiali 1970                                                              | -                                                                                |                                                                                  |
| 20-11-1968                                                                       | Città del Guatemala                                                              | Guatemala                                                                        | 0 – 0                                                                            | Trinidad e Tobago                                                                | Qual. Mondiali 1970                                                              | -                                                                                |                                                                                  |
| 23-11-1968                                                                       | Port-au-Prince                                                                   | Haiti                                                                            | 4 – 0                                                                            | Trinidad e Tobago                                                                | Qual. Mondiali 1970                                                              | -                                                                                |                                                                                  |
| 25-11-1968                                                                       | Port-au-Prince                                                                   | Haiti                                                                            | 2 – 4                                                                            | Trinidad e Tobago                                                                | Qual. Mondiali 1970                                                              | 3                                                                                |                                                                                  |
| 5-12-1971                                                                        | Port of Spain                                                                    | Trinidad e Tobago                                                                | 3 – 1                                                                            | Costa Rica                                                                       | Campionato CONCACAF 1971                                                         | -                                                                                | 26’                                                                              |
| 19-11-1972                                                                       | Saint John's                                                                     | Antigua e Barbuda                                                                | 1 – 2                                                                            | Trinidad e Tobago                                                                | Qual. Campionato CONCACAF 1973                                                   | -                                                                                | 46’                                                                              |
| 29-11-1973                                                                       | Port-au-Prince                                                                   | Honduras                                                                         | 2 – 1                                                                            | Trinidad e Tobago                                                                | Campionato CONCACAF 1973                                                         | -                                                                                |                                                                                  |
| 4-12-1973                                                                        | Port-au-Prince                                                                   | Haiti                                                                            | 2 – 1                                                                            | Trinidad e Tobago                                                                | Campionato CONCACAF 1973                                                         | -                                                                                |                                                                                  |
| 10-12-1973                                                                       | Port-au-Prince                                                                   | Trinidad e Tobago                                                                | 1 – 0                                                                            | Guatemala                                                                        | Campionato CONCACAF 1973                                                         | -                                                                                |                                                                                  |
| 14-12-1973                                                                       | Port-au-Prince                                                                   | Trinidad e Tobago                                                                | 4 – 0                                                                            | Messico                                                                          | Campionato CONCACAF 1973                                                         | 1                                                                                |                                                                                  |
| 17-12-1973                                                                       | Port-au-Prince                                                                   | Trinidad e Tobago                                                                | 4 – 0                                                                            | Antille Olandesi                                                                 | Campionato CONCACAF 1973                                                         | -                                                                                |                                                                                  |
| 14-9-1976                                                                        | Bridgetown                                                                       | Barbados                                                                         | 1 – 3                                                                            | Trinidad e Tobago                                                                | Qual. Campionato CONCACAF 1977                                                   | 1                                                                                |                                                                                  |
| 14-11-1976                                                                       | Paramaribo                                                                       | Suriname                                                                         | 1 – 1                                                                            | Trinidad e Tobago                                                                | Qual. Campionato CONCACAF 1977                                                   | -                                                                                | 58’                                                                              |
| 28-11-1976                                                                       | Port of Spain                                                                    | Trinidad e Tobago                                                                | 2 – 2                                                                            | Suriname                                                                         | Qual. Campionato CONCACAF 1977                                                   | -                                                                                |                                                                                  |
| Totale                                                                           |                                                                                  | Presenze                                                                         | 17                                                                               |                                                                                  | Reti                                                                             | 8                                                                                |                                                                                  |

## Palmarès

### Club
- American Soccer League: 1

Washington Darts: 1969

### Individuale
- NASL Most Valuable Player: 1

1973